# Marum (gemeente)

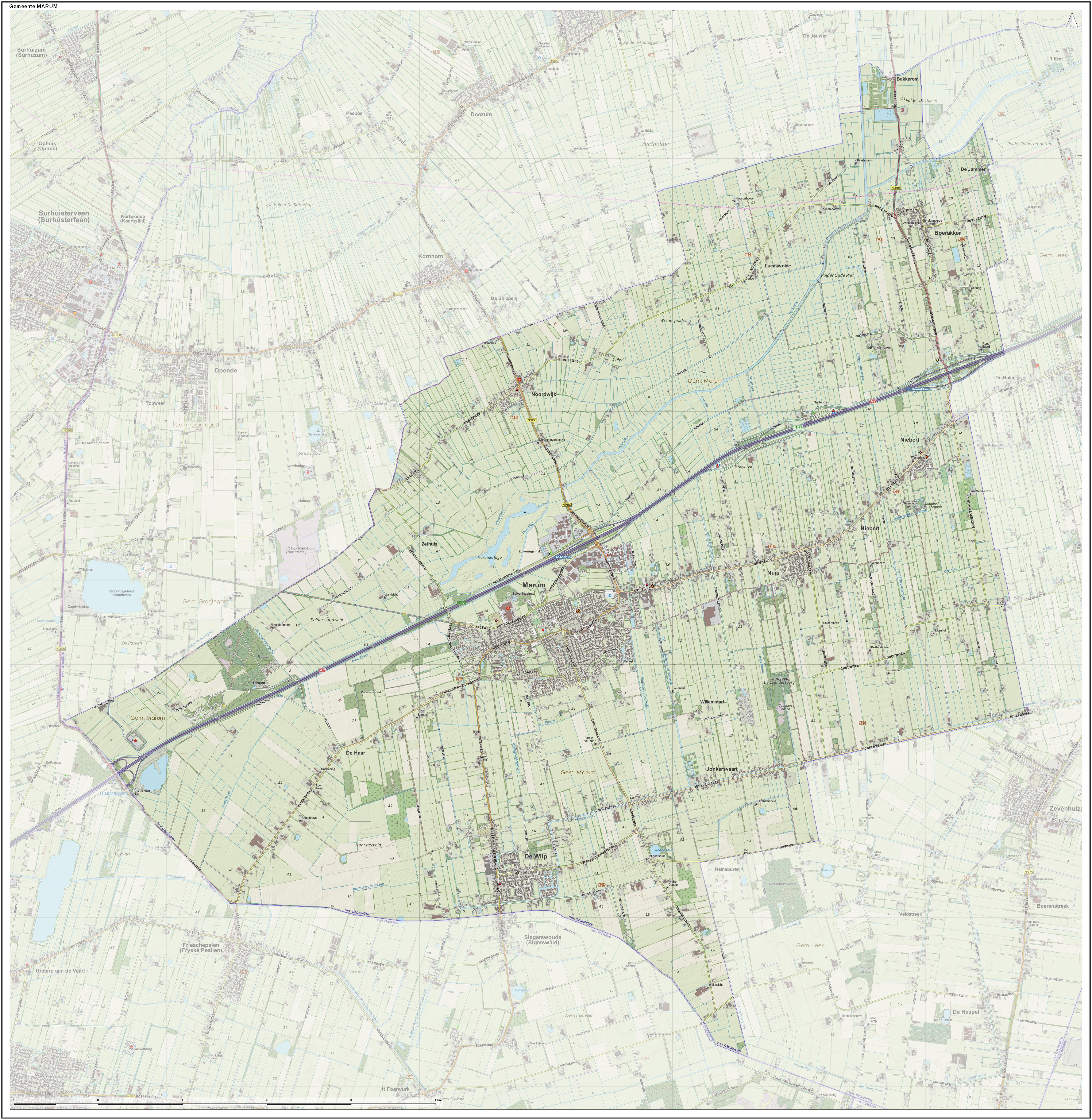
Topografische gemeentekaart van Marum, september 2017

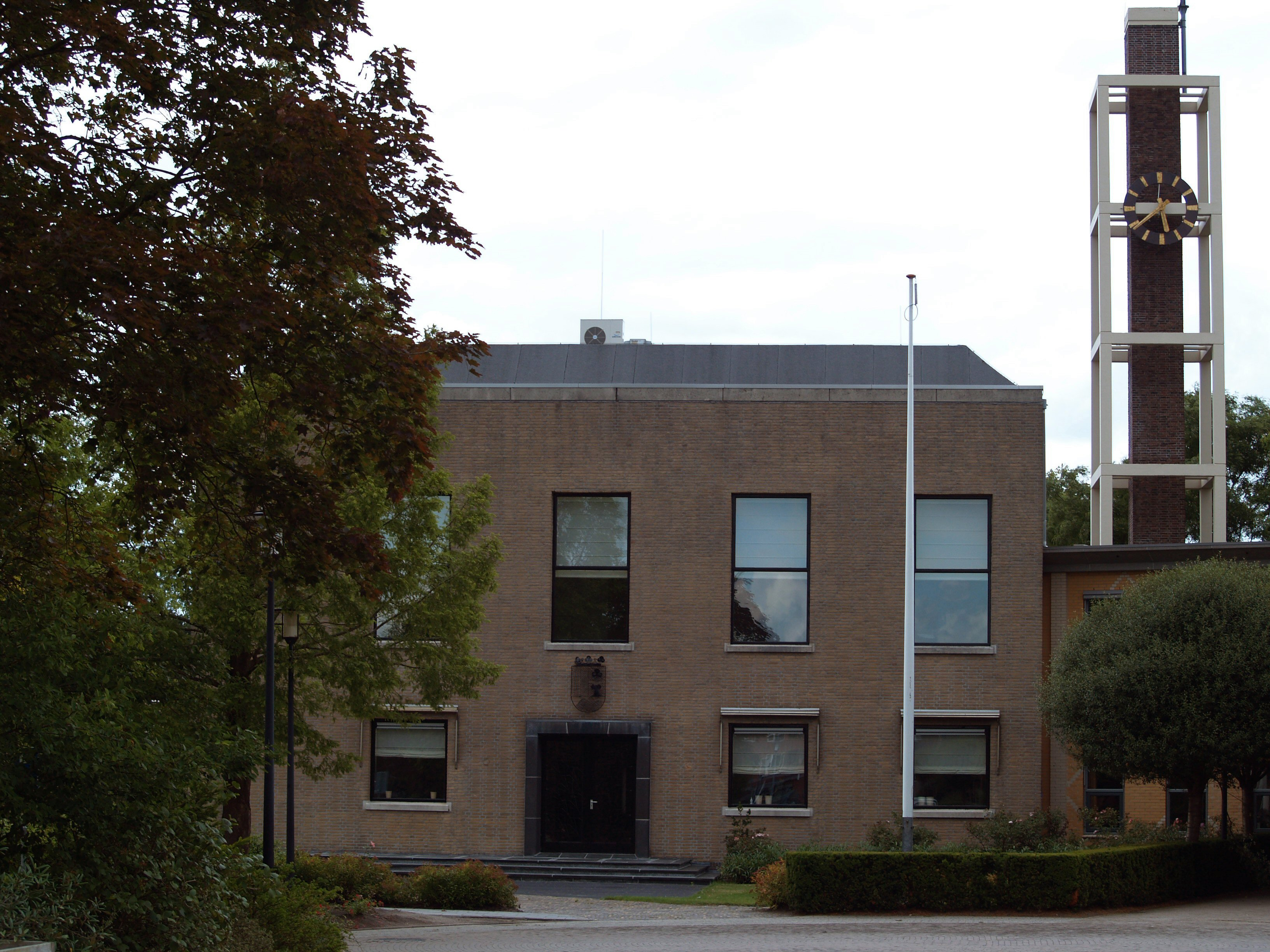
Gemeentehuis van Marum

Marum (uitspraakⓘ) (Gronings: Moarem, Fries: Mearum) (inwoners per 1 januari 2024: , bron: CBS) is een voormalige gemeente in Noord-Nederland, in de provincie Groningen. Gemeente Marum is op 1 januari 2019 opgegaan in de gemeente Westerkwartier, samen met de gemeentes Grootegast, Leek en Zuidhorn. De gemeente besloeg een oppervlakte van 64,9 km² (waarvan 0,3 km² water). Ze bestreek de zuidwesthoek van de streek Westerkwartier en lag aan de A7, nabij het punt waar de drie noordelijke provincies elkaar ontmoeten.

## Indeling
De gemeente Marum omvatte naast de hoofdplaats Marum de plaatsen Boerakker, Jonkersvaart, Lucaswolde, Niebert, Noordwijk, Nuis, De Wilp.

## Twee talen en een dialect
In de voormalige gemeente Marum spreekt een deel van de bevolking, met name de ouderen Westerkwartiers. Dit is het Gronings dialect dat het meest lijkt op de Friese taal.
De gemeente lag tegen de grens tussen Groningen en Friesland. Daardoor werd er in de dorpen Marum (Fries: Mearum) en De Wilp (Fries: De Wylp) ook Fries gesproken. Bij De Wilp wordt overigens aangenomen dat het Fries van de inwoners mede een gevolg is van het feit dat dit dorp is ontstaan als kolonie van Friese veenarbeiders. Deze Friese invloed was terug te zien op de vlag van de gemeente in de vorm van het pompeblêd links onder op de vlag.

## Bezienswaardigheden
De voormalige gemeente Marum kent natuur- en landschapselementen, zoals het Beekdallandschap ronddom het Oude Diep, het Coendersbos en het Haarsterbos. Er kan worden gewandeld, gefietst en paardgereden langs cultuurhistorische routes. De gemeente kende verder diverse musea en monumentale gebouwen:
- Ecologisch natuurgebied Marumerlage
- Coendersborg Nuis
- Museum 't Rieuw Nuis
- Een Amerikaanse windmotor
- Watertuin Jonkersvaart
- Korenmolen in Niebert

### Monumenten
In de voormalige gemeente zijn er een aantal rijksmonumenten en oorlogsmonumenten, zie:
- Lijst van rijksmonumenten in Westerkwartier
- Lijst van oorlogsmonumenten in Westerkwartier

### Kunst in de openbare ruimte
In de voormalige gemeente zijn diverse beelden, sculpturen en objecten geplaatst in de openbare ruimte, zie:
- Lijst van beelden in Westerkwartier

## Media
De gemeente Marum had samen met de gemeente Grootegast een lokale omroep. Hier werden de raadsuitzendingen van beide gemeenten live uitgezonden. De lokale omroep heet Radio Westerkwartier.

## Geboren in Marum
- Renze de Vries (1930), varkenshandelaar, oud-voorzitter FC Groningen

## Openbaar vervoer
Het openbaar vervoer in de gemeente Marum werd verzorgd door vervoersmaatschappij Qbuzz, en omvatte de volgende  lijnen (op 31 december 2018, bij het opheffen van de gemeente):
- Lijn 189: Groningen - Hoogkerk - Leek (A7) - Boerakker (A7) - Marum - De Wilp - Siegerswoude - Frieschepalen - Ureterp - Drachten
- Lijn 304: Groningen - Hoogkerk - Midwolde - Boerakker - Marum - Drachten
- Lijn 404: Groningen - Hoogkerk - Midwolde - Boerakker - Marum - Drachten (Nachtbus zaterdagnacht)
- Lijn 504: Drachten - Marum - Boerakker - Midwolde - Hoogkerk - Groningen Zernike (alleen in de ochtendspits, alleen richting Groningen)

Lijn 89 in Boerakker en respectievelijk lijn 304, 404 en lijn 504 in Boerakker en Marum kwamen niet in de dorpen zelf, maar hadden een halte aan de oprit van de A7.